# Soum de Bieil
Soum de Bieil – szczyt w Pirenejach Centralnych na granicy Francji (departament Pireneje Wysokie) i Hiszpanii (Huesca). Stoki po francuskiej stronie znajdują się w Parku Narodowym Pirenejów.